# Luis Pardiés
Luis Pastor Pardiés, talvolta erroneamente riportato con la grafia Pardiez (9 agosto 1908 – ...), è stato un calciatore argentino, di ruolo portiere.

## Carriera

### Club
Pardiés giocò il suo ultimo campionato da dilettante nel 1930, con la maglia del San Isidro. In vista della Primera División 1931 passò all'Argentinos Juniors, con cui firmò un contratto da professionista; durante tutto il campionato, fu l'estremo difensore titolare della sua nuova squadra. Divenne il primo portiere a parare un calcio di rigore in un campionato professionistico argentino, alla seconda giornata del torneo del 1931: respinse il tiro di Manuel Seoane dell'Independiente. Di quel primo campionato tra professionisti Pardiés giocò tutte e 34 le gare, subendo 61 gol. Dopo altri due tornei con l'Argentinos fu ceduto al Boca Juniors, alla cui rosa s'aggiunse alla fine del 1933. Inserito tra le riserve, giocò le prime 11 giornate del campionato 1934 in sostituzione di Juan Yustrich, portiere titolare, che doveva recuperare la condizione in seguito alla frattura della mano sinistra. Raccolse poi altre 3 presenze tra il giugno e l'agosto 1935. L'8 febbraio 1936 lasciò il Boca, dopo aver vinto due campionati consecutivi, per passare all'Atlanta, con cui disputò 9 gare nella Primera División 1936.

## Palmarès
- Campionato argentino: 2

Boca Juniors: 1934, 1935